# Hipernova

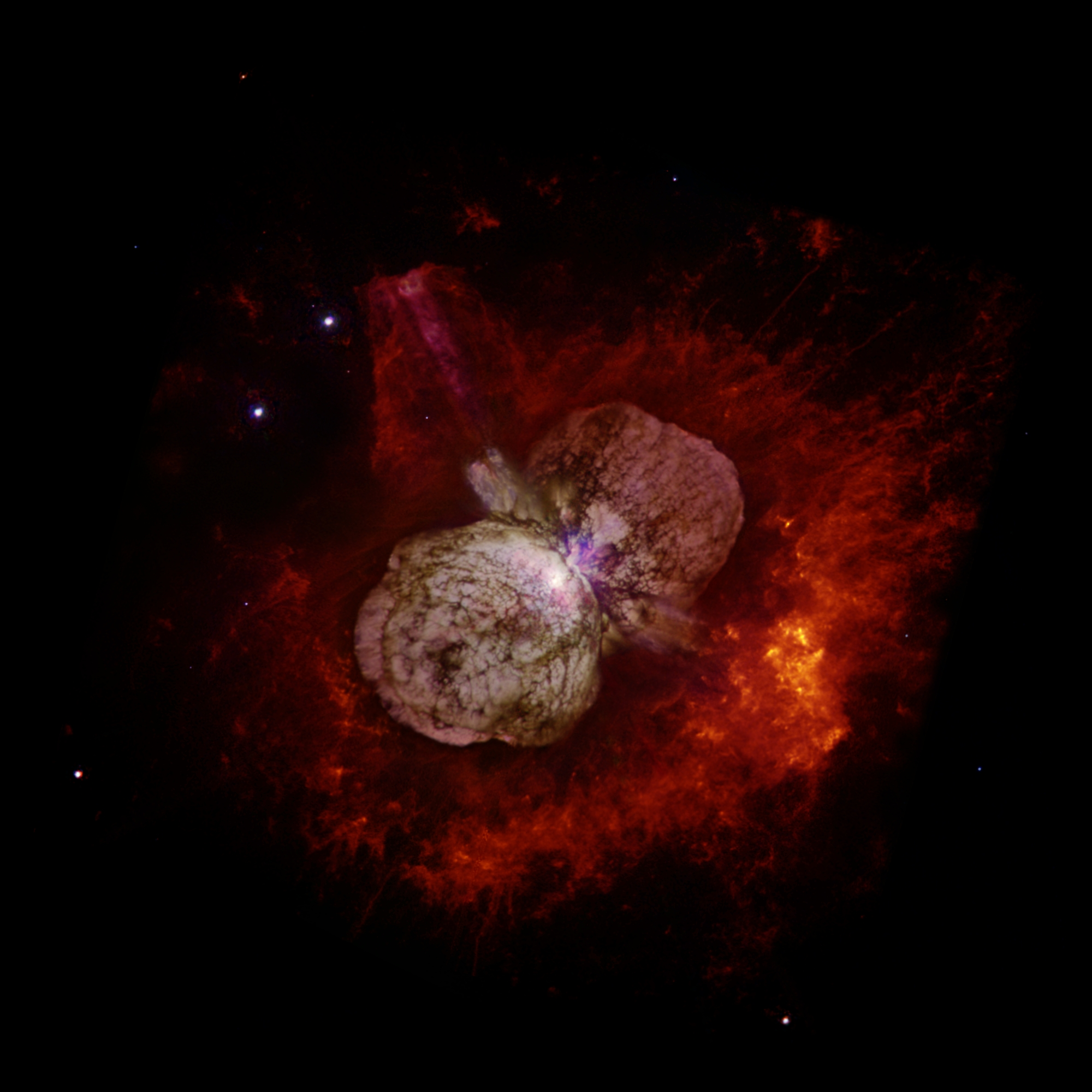
La estrella Eta Carinae

Una hipernova es un tipo de supernova producida cuando estrellas muy masivas (masas entre las 100 y las 300 masas solares) se colapsan al final de sus vidas. Después de explotar como supernova, el núcleo de la hipernova se colapsaría directamente en un agujero negro, emitiendo dos chorros de plasma extremadamente energéticos desde sus polos a velocidades cercanas a la de la luz. Estos chorros podrían generar potentes rayos gamma y serían una posible explicación de las erupciones de rayos gamma. Estrellas tan masivas son muy raras, y por lo tanto también serían raras las hipernovas: se estima que un evento de esta naturaleza puede ocurrir en nuestra galaxia cada 200 millones de años. La estrella Eta Carinae, en nuestra galaxia, puede ser una candidata a hipernova. Otra buena candidata a estallar en hipernova puede ser R136a1, descubierta en julio de 2010 y con una asombrosa masa de 265 soles. También la estrella Pistola o LBV 1806-20 pueden ser candidatas a producir agujeros negros en unas decenas o centenas de miles de años.

## Historia
En 1998 se detectó por primera vez una hipernova pero no se observó la explosión de rayos gamma consecuente. Los nuevos estudios de otras hipernovas indicaron que la cobertura gaseosa que recubría algunas hipernovas les impedía a veces expulsar la radiación gamma. Es por eso que se ha establecido dos tipos de hipernovas: con chorros y con chorros sofocados (del inglés choked-jets).